# Pinglu, Yuncheng
Pinglu är ett härad som lyder under Yunchengs stad på prefekturnivå i Shanxi-provinsen i norra Kina.